# Остров Норфолк
О́стров Но́рфолк (англ. Norfolk Island, норф. Norf’k Ailen) — небольшой обитаемый остров в Тихом океане, расположенный между Австралией, Новой Каледонией и Новой Зеландией. Остров был открыт капитаном Джеймсом Куком в 1774 году во время плавания по юго-западной части Тихого океана. Вместе с двумя близлежащими островками образует одну из австралийских внешних территорий.
Долгое время остров Норфолк являлся колонией для преступников, привозившихся туда из Англии и Австралии, известной как одна из самых жестоких исправительных колоний в английской истории.

## География
Остров Норфолк расположен в южном Тихом океане, к востоку от Австралии. Норфолк — главный остров из группы островов, составляющих внешнюю территорию. Площадь острова — 34,6 км², длина береговой линии — около 32 км. Наивысшая точка острова — вершина Бейтс (319 м), расположена на северо-западе острова. Значительная часть острова покрыта пашнями и пастбищами. Владение Австралии со статусом внешней территории с 1913 года.
Остров Филлип — второй по величине остров территории, расположен несколькими километрами южнее Норфолка.
Берега острова Норфолк высокие и обрывистые. Пологие и низкие берега в основном только в Сиднейской бухте и бухте Эмили. На острове нет бухт, защищённых от штормов и ураганов. Единственной более или менее безопасной бухтой является бухта Эмили, частично защищённая от океана коралловым рифом.
Климат субтропический, с незначительными сезонными колебаниями.
| Показатель                                | Янв. | Фев. | Март  | Апр.  | Май   | Июнь  | Июль  | Авг.  | Сен. | Окт. | Нояб. | Дек. | Год    |
| ----------------------------------------- | ---- | ---- | ----- | ----- | ----- | ----- | ----- | ----- | ---- | ---- | ----- | ---- | ------ |
| Абсолютный максимум, °C                   | 28,3 | 28,4 | 28,4  | 26,6  | 25,1  | 23,4  | 22,0  | 21,8  | 23,8 | 24,4 | 26,5  | 28,2 | 28,4   |
| Средний суточный максимум, °C             | 24,5 | 24,9 | 24,3  | 22,7  | 20,9  | 19,3  | 18,4  | 18,3  | 19,0 | 20,2 | 21,7  | 23,4 | 21,5   |
| Средняя температура, °C                   | 22,0 | 22,2 | 21,6  | 20,5  | 18,7  | 17,1  | 16,2  | 16,1  | 17,0 | 17,9 | 19,3  | 21,0 | 19,1   |
| Средний суточный минимум, °C              | 19,1 | 19,6 | 19,2  | 17,8  | 16,1  | 14,7  | 13,5  | 13,2  | 13,7 | 14,8 | 16,1  | 17,8 | 16,3   |
| Абсолютный минимум, °C                    | 12,1 | 12,8 | 12,1  | 9,7   | 6,6   | 7,1   | 6,2   | 6,7   | 7,7  | 8,2  | 8,7   | 11,4 | 6,2    |
| Норма осадков, мм                         | 86,0 | 94,6 | 102,4 | 124,5 | 132,6 | 146,3 | 141,8 | 127,3 | 94,5 | 85,3 | 72,6  | 86,0 | 1292,8 |
| Источник: Австралийское бюро метеорологии |      |      |       |       |       |       |       |       |      |      |       |      |        |

На островах также расположен Национальный парк острова Норфолк, занимающий около 10 % территории острова Норфолк и целиком острова Непин и Филлип. В парке сохранились уникальные субтропические дождевые леса, в том числе и знаменитая норфолкская сосна — символ территории. Также в нём живут редкие птицы: Cyanoramphus cookii, подвид золотого свистуна (Pachycephala pectoralis xanthoprocta). Большой ущерб уникальному животному и растительному миру острова нанесли крысы, кролики, козы, свиньи и одичавшие кошки.
Несмотря на то, что центром территории является Кингстон, наиболее крупным и значительным поселением на острове является посёлок Бернт-Пайн, расположенный в центре острова. В нём находится главный торговый центр, отделение почты, телефонная станция, винный магазин и другие важные объекты.

## История
История острова Норфолк начинается в XIV—XV веках, когда его заселили полинезийские рыбаки.

### Ранняя история
Первыми поселенцами считаются восточнополинезийские рыбаки, пришедшие либо с островов Кермадек, либо с Северного Острова. Они приплыли на остров в XIV или XV веке и жили там в течение нескольких поколений, после чего покинули его. Их главное поселение было найдено около Эмили-Бэй. Также переселенцы оставили каменные инструменты, после них на острове остались малые крысы и банановые деревья, что доказывает пребывание здесь поселенцев.
Также на остров был завезён новозеландский лён, взявшийся либо с острова Рауль, либо из Новой Зеландии. Дальнейшая судьба рыбаков неизвестна.
Первым европейцем, который посетил остров, был Джеймс Кук в 1774 году в ходе Второй тихоокеанской экспедиции на шлюпе «Резолюшн».
Он назвал остров в честь герцогини Норфолк, хотя она умерла годом ранее, что Куку не было известно.
Джеймс Кук причалил к острову 11 октября 1774 года. Он собрал образцы новозеландского льна с целью сообщить о его потенциальном применении для флота. В это время Британия очень зависела от поставок льна, использовавшегося для производства парусов, и конопли, из которой производились верёвки. Любая проблема в поставке ставила под угрозу морское могущество Британии. Также Британская империя нуждалась в древесине Новой Англии, которой она лишилась во время войны за независимость США. Некоторые историки, такие как Джеффри Блейни, считают, что ресурсы послужили причиной каторжного заселения Австралии.

### Каторжное заселение
С 1788 года остров стал использоваться как место ссылки заключённых из Англии. В 1814 году колонию забросили как дорогостоящую, но в 1825 году тюрьма была восстановлена и предназначена для особо злостных преступников. Губернатор Нового Южного Уэльса Ральф Дарлинг сказал: «Моя цель — сделать это поселение местом строжайшего наказания, близкого к смерти». Заключённые работали в карьерах и на мельнице, где они вручную приводили в движение тяжёлые жернова, их заставляли носить тяжёлые кандалы и нещадно пороли за малейшие нарушения. Остров, который мог бы оставаться мирным тихоокеанским раем, на 30 лет — до 1854 года — превратился в жесточайшую каторжную тюрьму. Несколько раз каторжники безуспешно устраивали мятежи.

### Новая история
В 1856 году на Норфолк переселилась часть жителей острова Питкэрн — потомков мятежников корабля «Баунти». В память об этом событии ежегодно 8 июня на Норфолке стал отмечаться наиболее важный местный праздник День Баунти.
В том же году 1856 году на острове было создано местное управление, находившееся под контролем губернатора британской колонии Новый Южный Уэльс.
В 1901 году остров стал частью Австралийского Союза.
В 1913 году Норфолк получил статус австралийской «внешней территории» и стал управляться администратором, назначаемым правительством Австралии.
Во время Второй мировой войны Норфолк использовался как авиабаза и склад топлива на пути из Австралии в Новую Зеландию и на Соломоновы острова.
В 1979 году внутреннее самоуправление Норфолка было расширено.
С 1979 по 2015 годы действовал орган законодательной власти Законодательное собрание. 17 июня 2015 года Правительство Австралии упразднило Собрание, на чём самоуправление на острове временно закончилось. 
В 2016 году Австралия распространяет на остров Норфолк свои институты и законы, реализуя принятое в марте 2015 года решение об аннулировании статуса самоуправления территории.
В 2021 году на острове Норфолк была проведена перепись.
В феврале 2023 года на остров обрушился циклон «Габриэль», который унёс несколько жизней и нанёс существенный материальный ущерб.

## Население
|                                            | 2011 | 2016  | 2021 |
| ------------------------------------------ | ---- | ----- | ---- |
| Численность населения                      | 2302 | 1748  | 2188 |
| в том числе мужчин                         | 1082 | 819   | 1060 |
| женщин                                     | 1220 | 930   | 1130 |
| аборигены                                  | -    | 9     | 23   |
| 0—14 лет                                   | 16,0 | 16,82 | 16,0 |
| 15—64                                      | 60,0 | 59,50 | 59,1 |
| 65+                                        | 24,0 | 23,68 | 24,9 |
| Семей                                      |      | 491   | 544  |
| Среднее количество детей на семьи с детьми |      | 1,8   | 1,8  |
| Среднее количество детей на все семьи      |      | 0,5   | 0,5  |

На перепись 2021 года большинство себя идентифицировали как австралийцы 28,3%, англичане 27,4%, потомки переселенцев с острова Питкэрн 25,1%, коренные жители 14,6% и шотландцы 8,5%.
Островитяне в основном говорят на английском, а также на креольском языке, известном как норфолкский, образовавшемся в 1700-х годах как смесь английского и таитянского языков. В 2005 году норфолкский язык получил статус официального языка Норфолка.
По переписи проведенной в 2021 году наиболее распространенными местами рождения были: Австралия 45,4%, остров Норфолк 15,9%, Новая Зеландия 14,7%, Англия 2,6% и Филиппины 1,6%.
В 2001 году численность населения острова достигла пика — 2601 человек, и в последующем стала снижаться. После окончания единственной на острове школы, предоставляющей 12-летнее образование, многие молодые люди стали покидать остров для получения высшего образования, что вызвало старение населения острова.
В 2021 году после переписи проведенной Австралийским бюро статистики, население заметно увеличилось. С 1748 человек в 2016 год до 2188 человек в 2021.

### Религия
Религии: англикане — 34 %, объединённая церковь Австралии — 13 %, католики — 12 %, адвентисты Седьмого дня — 3 %, другие религии — 9 %, нерелигиозные — 24 %, неопределившиеся — 7 % (по переписи 2011 года).

## Политическое устройство
Согласно закону 1979 года (англ. Norfolk Island Act 1979), принятому парламентом Австралии, остров Норфолк стал единственной нематериковой австралийской самоуправляемой территорией.
Король и Федеральное правительство Австралии представлены на острове администратором (англ. Administrator), который назначается генерал-губернатором Австралии на двухлетний срок.
Законодательная ассамблея (англ. Legislative Assembly) состоит из девяти членов и избирается всенародным голосованием на срок не более трёх лет. Законы, принятые парламентом Австралии, могут быть расширены и на территорию острова Норфолк и способны изменить любые его законы.
Все девять мест Законодательной ассамблеи занимают независимые кандидаты; в 2007 году на острове был основан филиал партии лейбористов с целью реформирования системы государственного управления и включения в неё партийных кандидатов.
Четверо из членов Законодательной ассамблеи составляют Исполнительный совет (англ. Executive Council), который разрабатывает политику острова и выступает в качестве консультативного органа Администратора Острова Норфолк.
Исполнительный совет острова состоит из главного министра (англ. Chief Minister), министра туризма, промышленности и развития, министра финансов, министра общественных служб и генерального прокурора.
Остров Норфолк не имеет дипломатических представительств за рубежом, не является участником международных организаций, за исключением спортивных.
В 2010 году главный министр острова Норфолк Дэвид Баффет объявил, что остров готов добровольно сдать статус самоуправления в обмен на финансовую помощь из федерального бюджета Австралии для покрытия значительных долгов.
На острове осуществляет деятельность Верховный Суд Острова Норфолк (англ. Supreme Court of Norfolk Island).
С 2019 островитяне избирают депутата в парламент Австралии от одномандатного округа Бин Австралийский столичной территории.
С 2015 года островитяне избирают островной совет из пяти человек вместе с остальными районами Нового Южного Уэльса.

## Экономика
Основа экономики Норфолка — обслуживание туристов. Кроме того, доход приносит выпуск почтовых марок острова и продажа семян норфолкской сосны и пальмы кентия. Сельское хозяйство Норфолка (производство говядины, зерновых, овощей и фруктов) и рыболовство практически обеспечивает потребности жителей острова.
Жители острова Норфолк не платят австралийских федеральных налогов, отсутствует налог на прибыль. Законодательная ассамблея острова взимает доходы от импортных пошлин, топливных сборов, стоимости телефонных переговоров. Вещает один телеканал с местными программами — «Норфолк ТВ».
Туристов, в основном из Австралии и Новой Зеландии (ежегодно от 30 до 40 тыс. чел.), привлекает уникальная природа острова: национальный парк с редкими растениями, множество живописных бухт с богатым подводным миром, мягкий климат, а также относительно невысокие цены на услуги, промышленные товары и спиртные напитки.

## Транспорт
На острове отсутствуют железные дороги, автомагистрали, порты и гавани. «Норфолкский островной аэропорт» — единственный аэропорт на острове. Расстояние до Окленда — 1000 км, до Брисбена — 1500 км. Протяжённость дорог с твёрдым покрытием — около 80 км.